# فرودگاه آنچینگ تیانژوشان
فرودگاه آنچینگ تیانژوشان (به انگلیسی: Anqing Tianzhushan Airport) یک فرودگاه نظامی و همگانی مسافربری با کد یاتا AQG است که یک باند فرود بتن دارد و طول باند آن ۲۸۰۰ متر است. این فرودگاه در کشور چین قرار دارد .